# Carlos Sirvent Gutiérrez
Carlos Sirvent Gutiérrez (Ciudad de México el 6 de marzo de 1945-14 de septiembre del 2008 en Zitácuaro, Michoacán) Fue un destacado académico y catedrático de la Facultad de Ciencias Políticas y Sociales de la UNAM en donde fue su Director de 1984 a 1988. Es considerado uno de los pioneros de la ciencia política en México y uno de los politólogos más relevantes. En poco tiempo, el Dr. Carlos Sirvent trazó una trayectoria tanto en la vida académica como en la investigación y por sus clases pasaron más de treinta generaciones de alumnos quienes tuvieron el privilegio de atender sus cátedras desde el año 1972 en la Facultad de Ciencias Políticas y Sociales de la Universidad Nacional Autónoma de México, así como a sus alumnos de la Universidad Iberoamericana y el Instituto Tecnológico y de Estudios Superiores de Monterrey.

## Estudios
El doctor Carlos Sirvent Gutiérrez estudió la licenciatura en ciencia política en la Universidad Iberoamericana de 1964 a 1968; la maestría en Estudios Orientales en el Colegio de México en 1970 y recibió el título de doctor en ciencia política por la  UNAM lo que lo convirtió en el primer mexicano en recibir el título de doctor en ciencia política en México. 
Su trayectoria académica y sus aportes a la investigación lo colocaron en el Nivel II del Sistema Nacional de Investigadores y como miembro de número del Colegio Nacional de Ciencias Políticas y Administración Pública. 
En mayo de 2005 la Facultad de Ciencias Políticas y Sociales le otorgó la Medalla “Ernesto Enríquez Coyro” por su trayectoria y aporte intelectual.

## Trayectoria
A los 39 años de edad Carlos Sirvent fue director de la Facultad de Ciencias Políticas y Sociales de la Universidad Nacional Autónoma de México de 1984 a 1988 . Durante este periodo el doctor Sirvent se distinguió por su capacidad política para incluir, escuchar y poner de acuerdo a los diferentes grupos y corrientes de opinión de la Facultad de Ciencias Políticas y Sociales que se polarizaban como consecuencia de las políticas económicas promovidas por el Gobierno Mexicano posterior a la crisis económica de México en 1982. Fue también coordinador del Centro de Estudios Políticos de 1999 a 2006. Desempeñó otras actividades dentro de la UNAM como director general de Proyectos Académicos, secretario de la Secretaría General y secretario Académico de la División de Estudios de Posgrado de la Facultad de Ciencias Políticas y Sociales. Durante más de 35 años fue profesor de tiempo completo en la Facultad de Ciencias Políticas y Sociales de la Universidad Nacional Autónoma de México.

## Reconocimientos
Como ejemplo del reconocimiento y confianza de su comunidad académica, en enero de 2007 fue elegido como representante de los profesores de la Facultad de Ciencias Políticas y Sociales ante el Consejo Universitario de la UNAM.
Su inagotable interés por impulsar proyectos y líneas de investigación novedosas, lo llevaron a formar parte de asociaciones como la Asociación Mexicana de Estudios Parlamentarios, el Instituto Nacional de Administración Pública y la Asociación para la Acreditación y Certificación en Ciencias Sociales, en donde fue su primer Presidente. 
Al momento de su inesperada muerte en 2008 Carlos Sirvent se desempeñaba como Vicepresidente del Instituto Nacional de Administración Pública.
Temáticas como la democracia y los procesos electorales marcaron sus líneas de investigación que quedaron plasmadas en publicaciones fundamentales para los analistas políticos, tales como sus libros De la modernización a la democracia, Alternancia y distribución del voto en México, Instituciones electorales y partidos políticos en México. 
También colaboró como articulista en diversas revistas, convirtiéndolo en una referencia constante y obligada para los estudiosos de la política en México. Asimismo participó en innumerables conferencias, foros y seminarios a nivel nacional e internacional, en donde abordó principalmente temas sobre democracia, partidos políticos en México, sistemas de partidos y electorales en Latinoamérica.
En homenaje post mortem a la memoria de Carlos Sirvent Gutiérrez, la Facultad de Ciencias Políticas y Sociales otorga cada 6 de marzo el Premio Nacional de Ensayo Político Carlos Sirvent Gutiérrez.

## Publicaciones
Sirvent, Carlos, coord., Alternancia y distribución del voto en México, D.F., México, 
UNAM, FCPyS, 2001, V.
Sirvent , Carlos, La burocracia, D.F., México, ANUIES, 1977, 95 p.
Sirvent, Carlos, Hernández, Salvador y Colmenero, Sergio, et. al., Las clases dirigentes 
en México, D.F., México, UNAM, 1973, 122 p.
Sirvent, Carlos,  Encuesta electoral en Chihuahua, 1986, D.F., México, UNAM, 
FCPyS, 1987, 65 P.
Sirvent, Carlos, coord. et. al., Gramsci y la política, D.F., México, UNAM, Comisión 
Técnica de Estudios y Proyectos Académicos, Secretaria General Académica, 1980, 177 
Sirvent, Carlos y Vergara Regina, El sistema nacional de educación para adultos: Una 
evaluación sociológica, D.F., México, UNAM, 1978, 197 p.
Sirvent, Carlos, y Rodríguez Araujo, Octavio,  Instituciones y partidos políticos en 
México, D.F., México, Jorale, 2005, 252 p.
Sirvent, Carlos, coord., México 2006: disputa electoral, D.F., México, UNAM, FCPyS, 
2007, 177 p.

| Predecesor: Raúl Cardiel Reyes | Director de la Facultad de Ciencias Políticas y Sociales 1984 - 1988 | Sucesor: Ricardo Méndez Silva |

- Datos: Q5751797